# Dòrida
La Dòrida (grec antic: Δωρίς, llatí: Doris) era un petit districte muntanyenc de la Grècia central, envoltat per Etòlia (a l'oest), Tessàlia (al nord), la Lòcrida Ozòlia (al sud) i la Fòcida (a l'est), entre les muntanyes de l'Eta i el Parnàs. Estava format per la vall del riu Pindos (Πίνδος), tributari del Cefís, prop del seu naixement.
Segons Heròdot, la Dòrida separava el districte de Mèlida de la Fòcida, i contenia l'anomenada tetràpolis dòrica, quatre ciutats de població dòria: Eríneos, Bòion, Citínion i Pindos. La primera era la més important, i va portar, també, el nom de Dòrion. Citínion era al pas de muntanya entre Amfissa (a la Lòcrida Ozòlia) i la Dòrida.
Els doris es van estendre a altres llocs i Estrabó diu que hi havia sis ciutats dòries a la Grècia Central: Erineos, Citínion, Bòion, Lilea, Carfea i Dríope. De Lilea se sap que ja era una ciutat dòria durant la invasió de Xerxes II de Pèrsia. De Carfea se suposa que és la mateixa ciutat que Escarfea, prop de les Termòpiles; Dríope no és probablement una ciutat sinó el districte dels dríops. Escílax esmenta la ciutat de Limodòries, entre el mont Eta i la mar; Hecateu esmenta Amfanes o Amfanea; i Titus Livi esmenta Tritònon i Drimea.
Els doris van ocupar el territori de Dòrida del qual van expulsar els dríops. Els doris del Peloponnès, com els lacedemonis, consideraven la regió com la seva pàtria d'origen o metròpolis, i de vegades li van enviar ajut quan lluitaren contra els focis i altres veïns.
El nom de Dòrida derivaria de Doros, el fill d'Hel·len. Heròdot diu que els doris abans vivien al districte de la Ftiòtida, a Tessàlia, i es van traslladar al districte de l'Hestieòtide, al peu de l'Olimp, d'on van ser expulsats pels cadmis; i, aleshores, van anar a la regió del Pindos. I d'allí a la Driòpida, des d'on la major part van passar al Peloponnès.
El districte de la Dòrida a la Grècia central es va sotmetre a Xerxes quan van passar les Termòpiles, que no va destruir les ciutats. Més tard, van ser aliats d'Esparta en la lluita contra els veïns focis. Va ser ocupada al segle iii aC per la Lliga Etòlia, i després per Macedònia i les ciutats, o es van destruir o es van despoblar, i eren insignificants en temps d'Estrabó. Plini el Vell encara parla de les ciutats de Dòrida.